# Zákányfalu
Zákányfalu is een plaats (község) en gemeente in het Hongaarse comitaat Somogy. Zákányfalu telt 613 inwoners (2001).

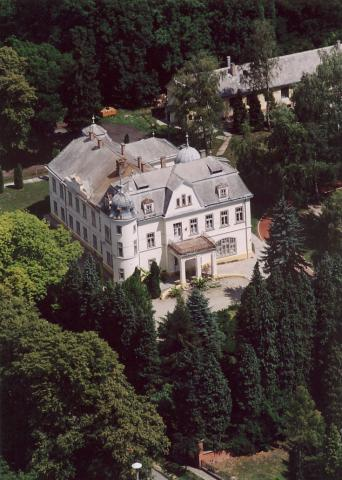